# Fly on the Wall (film)
Fly on the Wall – krótkometrażowy film muzyczny australijskiego zespołu AC/DC, który został wydany we wrześniu 1985. Film ten nosi taką samą nazwę jak album studyjny grupy, wydany nieco wcześniej (luty 1985). W filmie pojawiają się m.in. animacje „muchy”, która widnieje na okładce albumu Fly on the Wall oraz konwersacja muzyków z tym bohaterem.

## Lista utworów
1. „Fly on the Wall”
2. „Danger”
3. „Sink the Pink”
4. „Stand Up”
5. „Shake Your Foundations”

## Obsada
- Brian Johnson – wokal
- Angus Young – gitara prowadząca
- Malcolm Young – gitara rytmiczna, wokal
- Cliff Williams – gitara basowa, wokal
- Simon Wright – perkusja